# Tease Me Please Me
«Tease Me Please Me» es una canción de la banda alemana de hard rock y heavy metal Scorpions, publicada como sencillo en 1990 por los sellos Phonogram Records para Europa y Mercury Records para los Estados Unidos e incluida como la primera pista del álbum Crazy World (1990). Escrita por Klaus Meine, Herman Rarebell, Matthias Jabs y Jim Vallance, la crítica la ha considerado un tema de hard rock y heavy metal, cuya letra posee un doble sentido. Una vez que salió al mercado como sencillo, logró casi una nula atención en las listas musicales, destacando el puesto 8 conseguido en el Mainstream Rock Tracks de los Estados Unidos. Sin embargo, es una de las canciones más interpretadas en los conciertos de la banda y, por ende, se ha grabado para varias producciones en directo, ya sea de audio o en video.

## Composición y grabación
Al principio, la letra la escribieron el vocalista Klaus Meine y el baterista Herman Rarebell, mientras que la música la compuso el guitarrista Matthias Jabs. Una vez que llegaron a un acuerdo con el compositor Jim Vallance para que los ayudara con algunas ideas, en enero de 1990 los músicos le presentaron la canción, pero, para entonces, poseía otro título y estribillo. Como al canadiense no le agradó esa parte, él escribió el estribillo que quedó en el tema, por lo que recibió créditos como cocompositor. Cabe señalar que en los coros del estribillo colaboraron parte del equipo de Phonogram de Europa y de PolyGram de Nueva York, quienes recibieron agradecimientos especiales en los créditos del álbum. Al igual que las demás canciones que integran Crazy World, su grabación se realizó en 1990 en los estudios Goodnight LA de Los Ángeles (Estados Unidos) y Wisseloord Studios de Hilversum (Países Bajos).
El crítico canadiense Martin Popoff la consideró un heavy metal «pesado y consistente». A su vez, la revista Billboard la llamó una canción «sexy [con letras] de doble sentido y con melodías metaleras salpicadas de pop». Por su parte, Cashbox la calificó como una pista de hard rock «atrevida, melódica y con un fuerte gancho».

## Lanzamiento y video musical
«Tease Me Please Me» salió a la venta como sencillo el 6 de noviembre de 1990, a través de los sellos Phonogram en Europa y Mercury Records en los Estados Unidos. Editado en los formatos vinilo de 7" y disco compacto, el lado B lo ocupó «Kicks After Six», también del disco Crazy World. Para promocionarlo, en el mismo año la productora The Company grabó el videoclip oficial, dirigido por Jeff Richter.

## Interpretaciones en vivo
Con el paso de los años, Scorpions la ha interpretado en vivo en la gran mayoría de sus giras de conciertos. De algunas de esas presentaciones se grabó para posteriores producciones en directo como para los álbumes en vivo Live Bites (1995) y Live 2011: Get Your Sting and Blackout (2011). y álbumes en video como Crazy World Tour Live...Berlín 1991 (1991) y Live At Wacken Open Air 2006 (2008). En 2001, la banda la arregló en formato acústico para el álbum unplugged Acoustica.

## Lista de canciones
| N.º | Título               | Escritor(es)                        | Duración |  |
| 1.  | «Tease Me Please Me» | Meine, Rarebell, Jabs, Vallance     | 4:47     |  |
| 2.  | «Kicks After Sin»    | Meine, Rarebell, Buchholz, Vallance | 3:51     |  |

## Posicionamiento en listas
| País           | Lista                  | Posición |
| -------------- | ---------------------- | -------- |
| Estados Unidos | Mainstream Rock Tracks | 8        |
| Japón          | Japan Hot 100          | 100      |

## Músicos
- Klaus Meine: voz
- Rudolf Schenker: guitarra rítmica
- Matthias Jabs: guitarra líder
- Francis Buchholz: bajo
- Herman Rarebell: batería